# Chromatyna

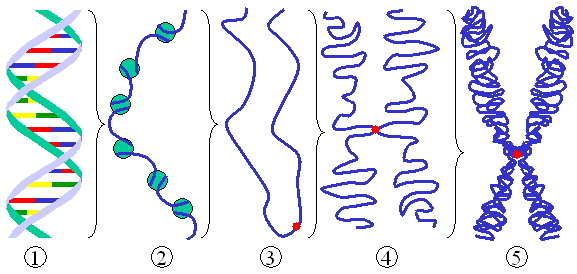
Różne stopnie upakowania DNA: (1) Podwójna helisa DNA. (2) Włókno chromatyny - nukleosomy, czyli DNA nawinięte na histony. (3) Chromatyna z centromerem podczas interfazy. (4) Skondensowana chromatyna podczas profazy. (5) Chromosom w metafazie.

Chromatyna (chromatinum) – włóknista substancja występująca w jądrze komórkowym, zbudowana z DNA, histonów, niehistonowych białek i małej ilości RNA. Stanowi główny składnik chromosomów i jest nośnikiem genów. Występuje również w nukleoidzie bakterii.
Chromatyna posiada kilka stopni upakowania. Podwójna helisa DNA wraz z białkami tworzy nukleosomy (owija się wokół oktameru histonowego 1 i 3/4 razy). Nukleosom obejmuje łańcuch DNA o długości około 200 par zasad (u człowieka 146 par zasad), z których 146 nawiniętych jest na rdzeń zbudowany z 4 rodzajów białek histonowych, nazywany także oktamerem histonowym. Pomiędzy nukleosomami znajduje się DNA łącznikowy o długości około 50 par zasad. W specyficznych warunkach in vitro nukleosomy i DNA łącznikowe układają się w specyficzny, zygzakowaty sposób, tworząc solenoid, który posiada średnicę 30 nm określany mianem włókna 30 nm. Jednak w warunkach in vivo ta postać chromatyny nie występuje ani w postaci interfazowej, ani metafazowej.
Chromatyna może kurczyć się i rozkurczać, powodując zmianę upakowania struktury chromosomów. Ze względu na upakowanie rozróżniamy: mniej skondensowaną, aktywną genetycznie chromatynę luźną – euchromatynę – i zazwyczaj nieaktywną genetycznie chromatynę skondensowaną – heterochromatynę – o włóknach silnie upakowanych. Stopień upakowania chromatyny odgrywa rolę w kontroli ekspresji genów. Tworzenie heterochromatyny związane jest z niskim stopniem acetylacji histonów a wysokim metylacji DNA a także metylacją lizyny 9 w histonie H3. Białkiem mającym duży udział w procesie heterochromatyzacji jest HP1. Posiada ono chromodomenę, która ma zdolność wiązania się ze zmetylowanymi histonami.
Do ważniejszych białek związanych z heterochromatyną należą: HP1 i Sir3. Natomiast pospolite białka oddziałujące z euchromatyną to: HMGB1, HMGB2, HMGN1, HMGN2.
Chromatyna (szczególnie w warstwach powierzchniowych komórki) łatwo się barwi, dzięki czemu jest często wykorzystywana w badaniach.
Po raz pierwszy nazwy chromatyna użył Walther Flemming.

## Postacie chromatyny
Wyróżnić można kilka postaci upakowania chromatyny w zależności od fazy cyklu komórkowego:
- Postać interfazowa - rozkondensowana
- Postać metafazowa - skondensowana do postaci chromosomów

W postaci metafazowej chromatyna układa się w pętle, z których składają się chromatydy. Następnie kondensuje w supersolenoid, ten w superhelisę, by ostatecznie stać się chromosomem metafazowym (składa się on z 2 chromatyd połączonych centromerem w miejscu przewężenia pierwotnego).